# Войнович, Джордж
Джордж Виктор Войнович (англ. George Voinovich, 15 июля 1936 года, Кливленд, США — 12 июня 2016 года, Кливленд, Огайо, США) — американский государственный деятель, сенатор США от штата Огайо. С 1991 по 1999 год — 65-й губернатор Огайо и с 1981 по 1989 — 54-й мэр города Кливленд. Выходец из семьи югославских иммигрантов.

## Биография
Джордж Войнович был старшим из шести детей в семье. Его отец — сербского происхождения, мать — словенского. В 1954 году Войнович окончил среднюю школу Коллинвуда. В 1958 году получил степень бакалавра в области государственного управления в Университете Огайо. Также в 1961 году Войнович получил юридическое образование в Юридическом колледже Морица при Университете штата Огайо.